# クエストオブダンジョンズ
『クエストオブダンジョンズ』（Quest of Dungeons）は、ポルトガルのインディーゲームスタジオUpfall Studiosが開発したローグライクゲーム。

## 概要
魔物により世界の光が閉じ込められたランプを求め、冒険者がダンジョンの内部を探索する。ローグライクゲームとして比較的シンプルな作りで、様々なアイテムや能力を駆使しながら、プレイごとに構造が変化するダンジョンを攻略していくことになる。
本作では5人の操作キャラクターが登場するが、その中の一人として、カナダのインディーゲームスタジオBrace Yourself Games開発のローグライクゲーム『クリプト・オブ・ネクロダンサー』の主人公・ケイデンスが「ネクロダンサー」の名前で客演している。本作の開発者David Amadorが新規クラスの考案に苦慮する中でケイデンスを起用するアイデアを思い付き、『クリプト・オブ・ネクロダンサー』の開発者の承諾を得て実装された。

## システム
ゲームの冒頭で、操作キャラクターの5人（初期段階ではネクロダンサー以外の4人）の中から一人を選ぶ。また、難易度や冒険するステージも選択する。
ダンジョンは複数の階層で構成され、それぞれを自由に行き来できる。各階層には複数の部屋があり、操作キャラクターのみが開閉可能な扉がついている。一部の扉を開けるには特定の鍵が必要となる。
キャラクターが移動できるのは上下左右方向のみで、斜め移動はできない。また、一般的なローグライクゲームでは移動によりキャラクターの空腹度が増加し食事をとらなければ餓死するといった要素が用いられるが、本作ではそうした制限は無い。
操作キャラクターは通常の近接攻撃のほか特殊能力を使用でき、アイテムの「スキルのしょ」（Tome of Skills）を使うことで種類が追加される。能力のうち魔法を用いる際には魔力を消費する。能力を使用した直後に同じ能力の再使用はできず、一定歩数がカウントされた後に使用可能となる。
一部の部屋にある石版に触れると、特別な任務「ミッション」（Quest）が追加される。強力な敵の撃破や特殊アイテムの取得といった目的が示され、達成すると多くの経験値や金銭が手に入る。
操作キャラクターの体力が尽きるとゲームオーバーとなる。一方で、次回プレイ時に前回力尽きた階層を再び訪れると、前回プレイ時の操作キャラクターが亡霊化した敵「エイユウのボウレイ」（Ghost Hero）が登場する。この敵は力尽きた時点の能力を用いて攻撃し、倒すと前回所持していたアイテムを全て取り返すことができる。ニンテンドー3DS版では、本体のすれちがい通信の機能によって亡霊のデータが他の本体に送信され、その本体でのプレイ中に亡霊が登場するようになる。
Nintendo Switch版には、本編と異なるモード「アリーナモード」がある。このモードでは閉じた広い空間の中で敵が次々と出現し、その中でできるだけ長く生存することを目指す。

## 操作キャラクター
ウオーリア (Warrior)
近接攻撃を得意とする。防御力が高め。
ウィザード (Wizard)
遠距離対象の攻撃魔法を中心とした各種魔法を用いる。
アーチャー (Assassin)
弓矢を用いた遠距離攻撃を主に行う。この攻撃は攻撃魔法と異なり制限なく使用できる。
シャーマン (Shaman)
敵に状態異常を起こす魔法を中心とした各種魔法を用いる。
ネクロダンサー (Necrodancer)
攻撃魔法や状態異常魔法など多様な魔法を用いる。ステータスが全体的に低め。
他のキャラクターでゲームを一度クリアした後に使用可能となる。